# Llengües catacaoanes
Les llengües catacaoanes són una família extingida de tres idiomes parlats a la regió de Piura del Perú. Els tres idiomes de la família són:
- Catacao o Katakao, un cop parlada a la ciutat de Catacaos
- Colán o Kolán, un cop parlada entre el riu Piura i el riu Chira
- Chira o Lachira o Tangarará, un cop parlada al llarg del riu Chira. Sense evidències.

A Glottolog, les dues llengües evidenciades, Catacao i Colán, se subsumeixen com a dialectes en la llengua tallán.

## Comparació de vocabulari
| Català  | Colan        | Catacao        |
| ------- | ------------ | -------------- |
| beguda  | kum          | konekuk        |
| cor     | ñessini-m    | ñiesiñi-čim    |
| aigua   | yup          | yup            |
| dona    | pi-m         | pi-čim         |
| foc     | huyur        | guanararak     |
| filla   | hiku-m       | yku-čim kapuk  |
| fill    | hiku-m       | yku-čim        |
| riu     | yup [aigua]  | tuyurup        |
| germà   | pua-m        | pua-čim        |
| herba   | aguakol      | taguakol       |
| home    | yatadla-m    | aszat          |
| lluna   | nag          | nam            |
| menjar  | agua         | agua-čim       |
| mar     | amum         | amaum          |
| mare    | nu-m         | ni-čim         |
| mort    | dlakati      | ynata-klakatu  |
| ocell   | yaiau        | yeya           |
| os      | dladlapi-ram | lalape-čen     |
| ploure  | ñar          | ñarakñakitutin |
| pluja   | nug          | guayakinum     |
| peix    | llas         | llas           |
| branca  | yabiti-ram   | yabike         |
| manar   | čañar        | čañak          |
| germana | puru-m       | puru-čim       |
| sol     | turinap      | nap            |
| terra   | dlurum       | durum          |
| tronc   | tuku-ram     | taksikáas      |
| vent    | kuiat ñap    | vik            |

## Relacions genètiques
Loukota compara el catacao amb el culle i el sechura, però no fa cap afirmació sobre la relació genètica.